# Gitarr
| I denna artikel     |
| används tonnamnen   |
| Bess (B♭) och B.    |
| Se olika skrivsätt. |

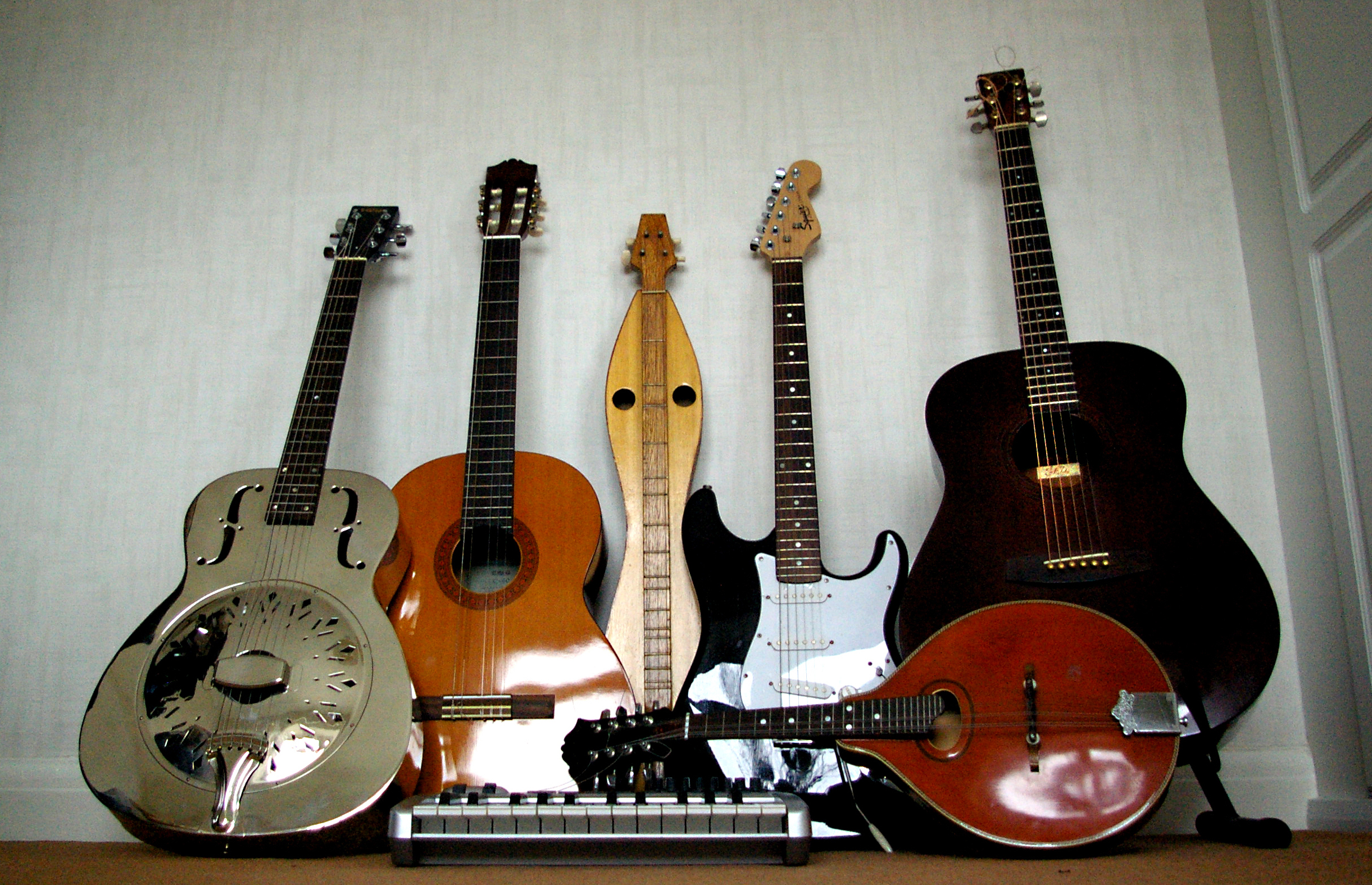
Olika typer av gitarrer och andra instrument. Stående från vänster är det först en it, en klassisk gitarr, en it, en elgitarr och en it. Liggande från vänster är det ett MIDI-keyboard och en mandolin.

Gitarr är ett stränginstrument som består av  en resonanslåda med flat eller något rundad botten och en lång hals försedd med greppbräda. Olika slags gitarrer är exempelvis elgitarr och klassisk gitarr.

## Historia

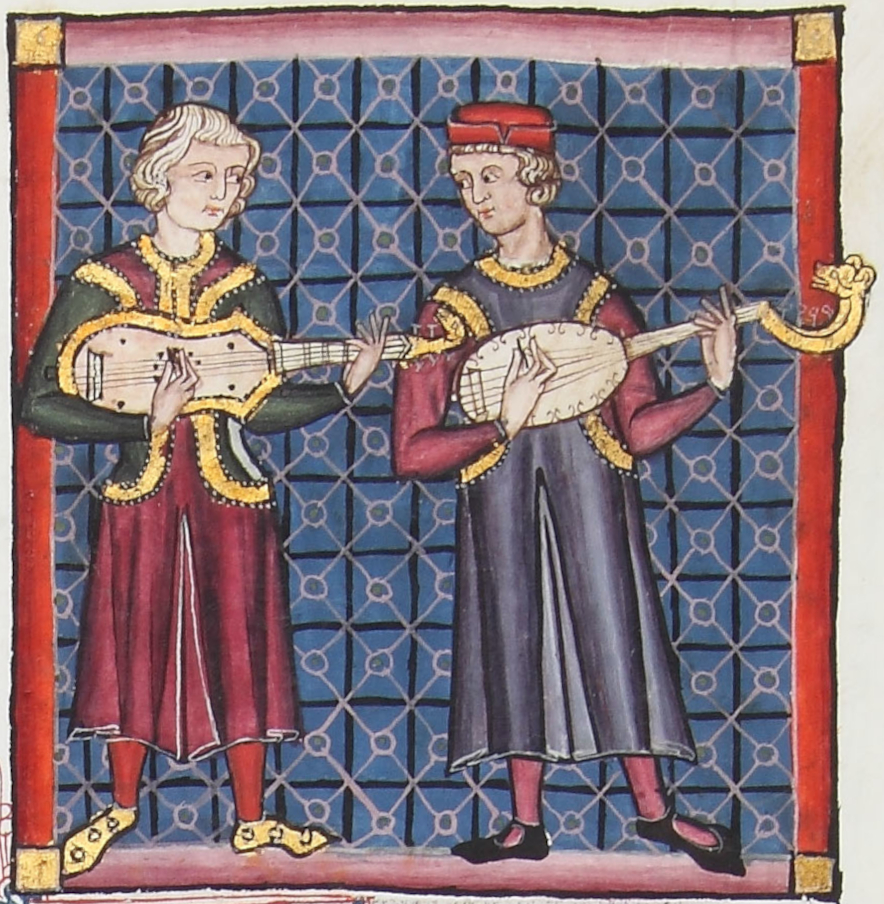
En guitarra latina (vänster) och en guitarra morisca (höger), Spanien, 1200-talet

Ordet gitarr kommer från spanskans guitarra som kommit från andalusisk arabiska, قيثارة, som i sin tur fått ordet från den klassiska grekiskans κιθάρα där ordet dock snarare betyder stränginstrument. Den moderna gitarren har sannolikt sitt ursprung i Spanien, där den använts sedan 1200-talet. Åtminstone två instrument kallade "gitarrer" användes i Spanien omkring år 1200: guitarra latina (latinsk gitarr) och guitarra moresca (morisk gitarr). Guitarra moresca hade rundad rygg, bred greppbräda och flera ljudhål. Guitarra Latina hade ett ljudhål och smalare hals. En spansk gitarr från 1581 finns bevarad. Under 1500-talet skrevs de äldsta bevarade kompositionerna för instrumentet. Den femsträngade renässansgitarren och barockgitarren åtnjöt popularitet i synnerhet i Italien och Frankrike, från 1400-talet till 1700-talet.
Gitarren fick genomslag i flera länder, och konkurrerade ut lutan, efter att den försågs med sex enkelsträngar år 1790, och med dagens stämskruvar av stjärnhjulsprincip år 1810. Måtten på den moderna klassiska gitarren (även känd som spansk gitarr) fastställdes av Antonio Torres Jurado (1817-1892), som verkade i Sevilla på 1850-talet. Gitarren fick nylonsträngar år 1946. Dessförinnan användes bland annat sensträngar, som trots namnet inte tillverkades av senor, utan av tarmar.

### Förhistoria

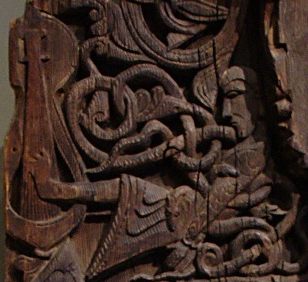
Norskt träsnitt från 1100-talet visar hur den kedjade vikingahjälten Gunnar Gjukason spelar harpa med tårna för att lugna ormar i ormgropen

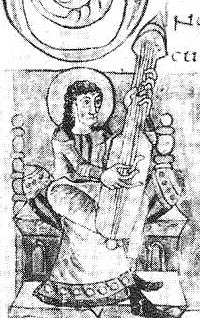
Illustration från ett karolingiskt psalterium (bönbok) från 900-talet visar ett gitarrliknande stränginstrument som knäpptes.

Gitarren såväl som lutan har sitt ursprung i instrumentet kithara (grekiska) eller cithara (latin), som tillhör lyrfamiljen och är besläktat med harpfamiljen. Citharan spreds av romarna till Iberiska halvön runt år 40 f.Kr., och vidareutvecklades där. Instrumentets utformning utvecklades ytterligare när den fyrsträngade ouden spreds av morerna efter den muslimska erövringen av Iberiska halvön på 700-talet.
Ouden eller uden är det äldsta kända instrumentet i lutfamiljen. Den härstammar från Mesopotamien (nuvarande Irak) och spreds till Egypten och senare vidare genom arabvärlden. Än i dag används oud för såväl populär- som konstmusik i arabiska länder. Den äldsta bilden av en oud är från Mesopotamien från 3000 f.Kr.
Harpor har hittats avbildade i grekisk konst från omkring 3000 f.Kr., i egyptisk konst från omkring 4000 f.Kr. samt på flera skandinaviska runstenar (Sigurdsristningar) och träsnitt från 1000- och 1100-talen som illustrerar vikingasagor om Gunnar Gjukason.

## Kategorisering av gitarrer och besläktade instrument
Bland orkesterinstrumenten finns sex olika gitarrer: vanliga primgitarren (även kallad klassisk gitarr eller spansk gitarr), soprangitarren (oktavgitarren), altgitarren (tersgitarren), cemballogitarren, barytongitarren och kontrabasgitarren.
Andra akustiska instrument i gitarrfamiljen är 7-strängad gitarr, 12-strängad gitarr, stålsträngad gitarr, akustisk basgitarr, ukulele och resonatorgitarr (till exempel Dobro).
Under 1900-talet har instrumentet även elektrifierats. Elgitarren, som saknar resonanslåda och kräver en förstärkare, utgör numera ett grundinstrument inom en mängd populära musikstilar. Andra elektrifierade gitarrinstrument är halvakustisk gitarr, basgitarr (elbas) och steelgitarr (till exempel Hawaiigitarr).
Fler exempel på stränginstrument som knäppes är mandolin, banjo, luta, harpa, balalajka, vihuela och sitar. Dessutom inräknas cembalofamiljen, innefattande cembalo, spinett och virginal, som är klaverinstrument vars mekanik knäpper strängarna.

## Gitarrens delar
| Delarna på en akustisk gitarr. | Delar på akustiska gitarrer och elgitarrer: 1. Huvud 2. Sadel 3. Stämskruvar 4. Greppband (placerade i positioner motsvarande lämpliga toner) 5. På stålsträngade gitarrer: En eller två justerbara dragstänger i halsen 6. Lägesmärken för vissa band, inlagda i greppbrädan 7. Hals 8. Halsinfästning (klack), vanligen limmad eller fastskruvad 9. Kropp 10. Pickuper 11. Volym- och tonkontroller 12. Stall 13. Plektrumskydd | Delarna på en elgitarr. |

Gitarrer tillverkas på samma sätt som fioler i olika storlekar, som benämns 4/4 (fullstor gitarr), 3/4, 2/4, et cetera.

## Strängar och stämning

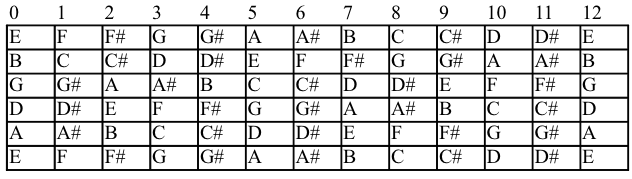
Tonernas placering på gitarrens greppbräda.

Gitarren har oftast sex strängar, vanligtvis stämda E2 - A2 - D3 - G3 - B3 - E4 sett från den mörkaste eller grövsta strängen till den ljusaste eller tunnaste strängen. För att komma ihåg strängarnas toner finns på svenska minnesregeln En Ball Groda Dansar Aldrig Ensam. Då räknar man uppifrån och ned sett till tonhöjd, nedifrån och upp sett till strängarnas position.
Strängarnas nedre ände fästs i ett så kallat stall. I halsens övre del är strängarna fästa i huvuden med stämskruvar, som används för att spänna strängarna och stämma dem till avsedd tonhöjd. Greppbrädan har tvärställda greppband med vars hjälp man väljer tonhöjd. Om man trycker strängen mot första bandet innan man knäpper strängen höjs strängens tonhöjd ett halvtonsteg så att E-strängen ger upphov till ett F, andra bandet höjer ytterliagre ett halvtonssteg till ett Fiss, och så vidare. 
Intonering sker genom en mer invecklad process än stämning, genom en kombination av att justera varje strängs längd via stallsadelns position för ren ton på oktaven (tolfte bandet), och att justera stämskruvarna upprepade gånger tills strängen intonerar korrekt för flera olika toner längs greppbrädan. Optimeringen kan även innefatta justeringar av strängens höjd via översadeln. 
De musiknotationer som används för gitarr kallas gitarrtabulatur och notskrift. Att ackompanjera efter ackordanalys istället för notskrift är vanligt förekommande på gitarr, särskilt vid visor och populärmusik. Gitarrsolon kan vara en melodi, eventuellt med variationer. Inom jazz och rock är upprepade gitarriff och improvisation efter modala skalor och bluesskala vanligt förekommande.

## Tillbehör

### Plektrum

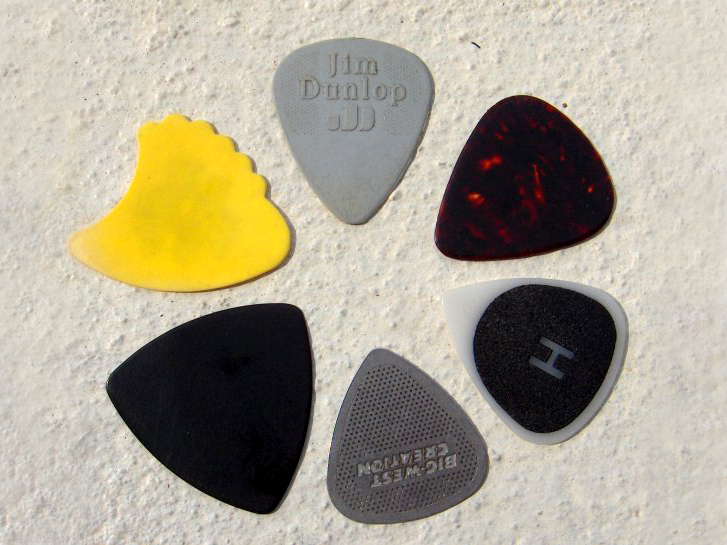
Plektrum

Plektrum är den oftast triangelformade plastbiten med avrundade hörn som används för att slå an strängarna i stället för naglar och/eller fingertoppar. Plektrumet kan vinklas och hållas på olika sätt i anslagsögonblicket för att uppnå vitt skilda resultat beroende på hur man håller det och var på strängarna man spelar, främst använt på elektriska gitarrer som använder sig av distorsion och på så sätt får en rikare samling av övertoner. Det finns även speciella plektrum med klämmor på som träs på tumme och/eller övriga fingrar som mer eller mindre direkt ersättning för naglar. Dessa används främst på stålsträngade (elektriska och akustiska) gitarrer inom folk- och countrymusiken, här och där inom blues och jazz och i undantagsfall inom pop och rock.

### Effektpedaler
Effektenheter är oftast färgglada små lådor man kan se framför gitarrister på scen. Det är elektronik som används för att förändra klangen på gitarrer med en kabel som enda signalutgång, dvs. man använder inte den här typen av effekter på akustiska gitarrer som vanligtvis mickas upp med en extern mikrofon. Effekterna är (tillsammans med själva gitarren och förstärkaren) en del av helheten och ingår i begreppet "elgitarr" eftersom elgitarrens signal i sig inte är något man bara kan förstärka i hopp om att få ut en angenäm klang, tvärtemot stål och nylonsträngade gitarrer som använder gitarrkroppen som resonanslåda och rummet man spelar i som effekt. Dessa effekter är personligt utplockade av varje gitarrist och även om de inte har samma relativa kvalitet som studioeffekter är de små, bärbara och har ett personligt ljud som är nog så viktigt. De flesta pedaler drivs antingen av batterier eller en extern strömkälla.

### Sliderör

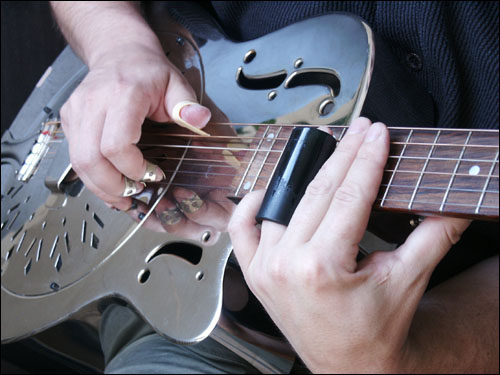
Sliderör och fingerplektrum på en resonatorgitarr gjord av metall.

Sliderör är en hylsa i stål eller glas ('bottle neck guitar' är en 'slide' som helt enkelt utgörs av en flaskhals som preparerats för ändamålet) som träs på vanligtvis ring- eller lillfinger på grepphanden. Vid spel med sliderör pressas strängarna inte ned mot greppbräda och band. I stället för att gitarrbanden kortar av strängarna i fasta lägen har man sliden som ett enda band som glider upp och ner för gitarrhalsen och på så sätt bestämmer tonhöjden. Det är vanligt att man stämmer om gitarren till ett ackord för att få en treklang som utgångspunkt, men det går även att spela med standardstämning.

### Capotasto
Capotasto, eller barréklämma, capodaster eller kapodaster, capo d'astro och capodastro en slags klämma som används för att korta av den klingande längden av strängarna på gitarren. Man kan på så sätt använda samma ackordgrepp och skalmönster och byta tonart för att anpassa ackorden till sitt röstomfång. Man kan då hitta en bättre tonart att sjunga i utan att anstränga grepphanden. Capotaston är också bra om man vill spela med mycket öppna strängar, dra ackordformer med grepphanden fram och tillbaka över halsen och samtidigt kunna anpassa detta till någon speciell tonart. Samma sak gäller om man har stämt gitarren i ett ackord och vill spela i annan tonart än vad gitarren är stämd i.